# Kutai Kartanegara (huyện)
Huyện Kutai Kartanegara là một huyện tỉnh Đông Kalimantan, Indonesia. Huyện có diện tích 27.263,10 km ² (đất) và một khu vực nước 4.097 km ². Dân số của Kukar là 550.994 người (2007). Tenggarong là thủ phủ của huyện.
Huyện này được chia thành 18 phó huyện.
Một phần phía Bắc huyện này chuẩn bị thành một thành phố thủ đô mới của Indonesia trong tương lai gần

## Các đơn vị hành chính
Huyện Kutai Kartanegara có 18 phó huyện (kecamatan):
Bản mẫu:Đông Kalimantan